# Liste der Bodendenkmale in Teuchern
In der Liste der Bodendenkmale in Teuchern sind alle Bodendenkmale der Stadt Teuchern und ihrer Ortsteile aufgelistet. Grundlage ist die Veröffentlichung der Landesdenkmalliste mit Stand vom 25. Februar 2016. Die Baudenkmale sind in der Liste der Kulturdenkmale in Teuchern aufgeführt.
| Denkmal-ID | Fundart             | Ortsteil | Bezeichnung                             | Zeitstellung | Lage                                                         | Bemerkungen                                                             | Bild |
| ---------- | ------------------- | -------- | --------------------------------------- | ------------ | ------------------------------------------------------------ | ----------------------------------------------------------------------- | ---- |
| 428300695  | Grabmal > Grabhügel | Teuchern | mehrere kleine Hügel                    | undatiert    | südwestlich vom Ort, Schotauer Holz, Richtung Stadion (Lage) | Lage am Rand des Hanges westlich des Plateaus                           |      |
| 428300694  | Befestigung > Burg  | Teuchern | Burghügel                               | Mittelalter  | südöstlich vom Ort ()                                        | große burgartige ‚Hochfläche‘ mit Steilhang nach allen Seiten           |      |
| 428300031  | Befestigung > Burg  | Teuchern | Befestigung-Spornburg „Glockenberg“     | Mittelalter  | südöstlicher Ortsrand (Lage)                                 | mit neuzeitlichem Glockenturm und (spätmittelalterlicher) Kirche bebaut |      |
| 428300026  | Befestigung > Burg  | Schelkau | Burgwall – Wasserburg („Wasserschloss“) | Mittelalter  | östlich Ortsrand Bonau (Lage)                                |                                                                         |      |
| 428300029  | Grabmal > Grabhügel | Nessa    | Grabhügel „Mägdegrab“                   | Neolithikum  | 2,2 km nordwestlich vom Ort (Lage)                           | flacher Hügel mit 8–10 m Durchmesser                                    |      |